# 宝幢寺 (千葉市)
宝幢寺（ほうどうじ）は、千葉県千葉市花見川区にある真言宗豊山派の寺院。

## 歴史
806年（大同元年）、宥恵によって開山された。江戸時代は醍醐寺の末寺であった。
1872年（明治5年）、明治5年太政官布告第334号「総本寺本山ヲ除クノ外無檀無住ノ寺院廃止」の公布のため、周辺寺院8か寺を合併し、現在地にあった旧阿弥陀寺の境内を「宝幢寺」として届け出た。1896年（明治29年）に長谷寺を本山とする真言宗豊山派の寺院となった。

## 旧阿弥陀寺
阿弥陀寺（あみだじ）は、下総国千葉郡馬加村（現・千葉県千葉市花見川区幕張町）にあった寺院。1179年（治承3年）、千葉常胤が幕張海岸で阿弥陀如来像2体を発見した。常胤は幕張の地に二つの寺を設けた。一つは「阿弥陀寺」、もう一つは「海隣寺」である。後に海隣寺は、現在の千葉県佐倉市に移転している。引き続き当地に残った阿弥陀寺は、明治になり宝幢寺に統合された。阿弥陀寺の本尊だった阿弥陀如来像は、現在は千葉市の文化財に指定されている。

## 文化財
- 大日如来坐像（千葉市指定文化財 昭和35年度指定）[2]
- 阿弥陀如来立像（千葉市指定文化財 昭和35年度指定）[3]

## 交通アクセス
- 幕張駅より徒歩11分。